# Halophila hawaiiana
Halophila hawaiiana là một loài thực vật có hoa trong họ Hydrocharitaceae. Loài này được Doty & B.C.Stone mô tả khoa học đầu tiên năm 1967.